# هارالد کرابه شلدروپ
هارالد کرابه شلِدروپ (به انگلیسی: Harald Krabbe Schjelderup) ( زاده ۲۱ مه ۱۸۹۵ - در گذشته ۱۹ اوت ۱۹۷۴ )، یک فیزیکدان، فیلسوف و روانشناس نروژی بود.

سرشناسی شلِدروپ، بیشتر به دلیل نقش مهم وی، در توسعه روانشناسی و روانکاوی در نروژ است. در طول جنگ جهانی دوم، شلِدروپ، رهبر جنبش مقاومت در دانشگاه  اسلو بود. او در سال ۱۹۴۳ میلادی دستگیر شد و تا پایان جنگ جهانی دوم درسال ۱۹۴۵ در زندان و در اردوگاه کار اجباری بود.

## پیشینه
هارالد کرابه شلِدروپ، در رشته فیزیک تحصیل کرده بود. در سال ۱۹۱۶ وی به خاطر رساله ای در سیر تاریخ فلسفه از اواسط قرن ۱۹ تا سال ۱۹۲۰، موفق به دریافت مدال طلا شد. بعد از این موفقیت، او به روانشناسی علاقه بیشتری پیدا کرد و شروع به مطالعه آثار فلسفی و روانشناسی کرد. سپس به تحصیل روانشناسی تجربی، نزد استادان بزرگی، از جمله ادموند هوسرل، پرداخت.
شلِدروپ، نخست از سال ۱۹۲۲ آغاز به تدریس فلسفه در دانشگاه اسلو نمود. بین سالهای ۱۹۲۵ تا ۱۹۲۶ وی در وین، زوریخ و برلین، یک سری دوره‌های آموزش تکمیلی در روانکاوی را گذراند. 
 هارالد کرابه شلِدروپ، از سال ۱۹۲۸ در مقام استاد، به تدریس روانشناسی در دانشگاه اسلو مشغول شد. 

در طول جنگ جهانی دوم، شلِدروپ، رهبر جنبش مقاومت در دانشگاه اسلو بود. او در سال ۱۹۴۳ میلادی دستگیر شد و تا پایان جنگ جهانی دوم در سال ۱۹۴۵ در زندان و در اردوگاه کار اجباری بود.
پس از پایان جنگ، شلِدروپ، مطالعات خود را روی تأثیرات احتمالی هیپنوتیزم و پدیده‌های فراروانشناسی متمرکز کرد. این مطالعات کاملاً جدی بود. شلِدروپ، تا سال ۱۹۶۵ در دانشگاه اسلو مشغول تدریس بود. با این حال آثار پرفروشی نیز از وی در زمینه فراروانشناسی باقی مانده‌است. از جمله پرفروش‌ترین کتاب او به نام «مرد پنهان» که در سال ۱۹۶۱ منتشر شد.